# Linaria dumanii
Linaria dumanii är en grobladsväxtart som beskrevs av A.Duran och Menemen. Linaria dumanii ingår i släktet sporrar, och familjen grobladsväxter. Inga underarter finns listade i Catalogue of Life.